# Uszty-prisztanyi járás
Az Uszty-pisztanyi járás (oroszul Усть-Пристанский район) Oroszország egyik járása az Altaji határterületen. Székhelye Uszty-Csarisszkaja Pisztany.

Az Uszty-pisztanyi járás az Altaji határterületen

## Népesség
- 1989-ben 19 891 lakosa volt.
- 2002-ben 16 806 lakosa volt.
- 2010-ben 13 409 lakosa volt.